# Valderrobres

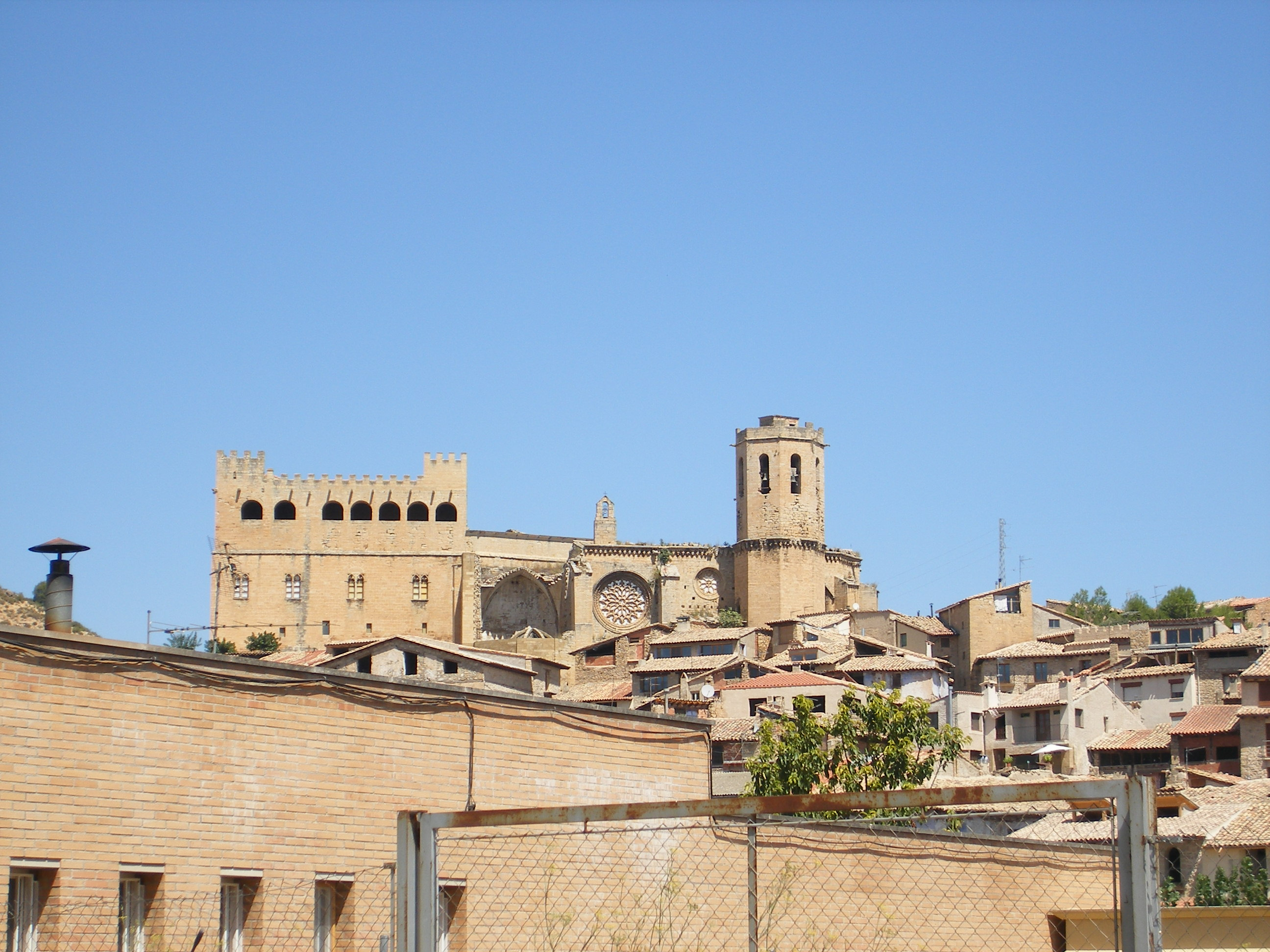
Burg und Kirche

Valderrobres (Katalanisch: Vall-de-roures) ist eine spanische Gemeinde in der Provinz Teruel der Autonomen Region Aragón. Sie wird von dem Tafelberg Peña Aznar überragt, der eine Höhe von 1014 Metern erreicht, und ist der Hauptort der Comarca Matarraña Franja de Aragón am Rio Matarraña. Sie ist Teil der Mancomunidad de la Tabla de Senia. 2024 hatte die Gemeinde 2.545 Einwohner.

## Geografie
Der alte Ortsteil (la vila) liegt nördlich einer Flussbiegung, während der neuere (l'arrabal) südlich dieser liegt.

## Geschichte
Die Besiedlung wird auf die ibero-romanische Zeit zurückgeführt. Während der Reconquista gab König Alfons II. von Aragón im Jahr 1175 den Ort, dessen Name „Tal der Eichen“ bedeutet, an das Bistum, später Erzbistum Saragossa. Als Unterlehen kam der Ort an Fortún Robert, einen Kanoniker der Kathedrale in Saragossa.  Den Erzbischöfen gehörte auch die Burg. Hier hielt König Alfons V. im Jahr 1429 das Parlament Cortes de Aragón ab.

## Wirtschaft und Verkehr
Valderrobres besitzt ein Industriegebiet (Torre Sancho) und mehrere Hotels. Der Ort liegt an den Straßen A-231 und A-1414. Die 1942 eröffnete Bahnstrecke des Ferrocarril del Val de Zafán führte in einigem Abstand an Valderrobres vorbei; sie wurde 1973 stillgelegt. Auf ihr wurde der Radweg Vía Verde de la Val de Zafán eingerichtet.

## Sehenswürdigkeiten

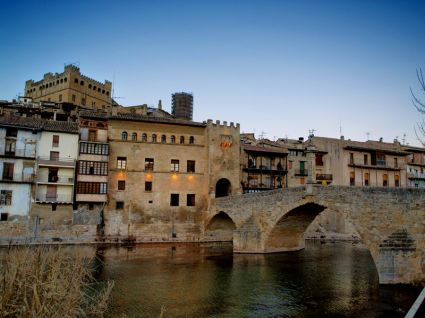
Burg und Brücke über den Río Matarraña

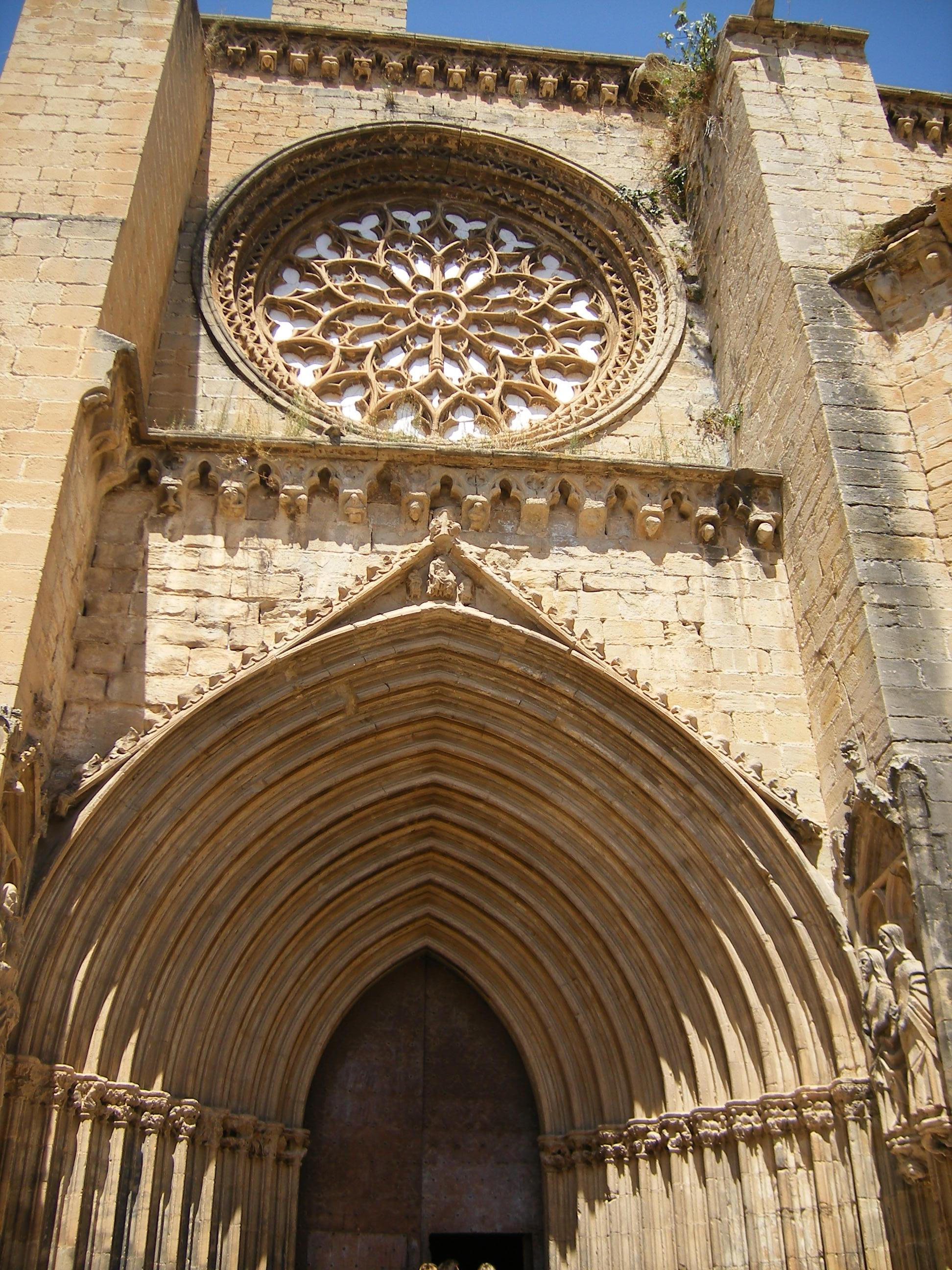
Fensterrose der Kirche

- Die gotische Burg (Castillo-Palacio), seit 1983 als Bien de Interés Cultural geschützt.
- Die nach dem Vorbild der Kathedrale von Tarragona errichtete Kirche Santa María la Mayor, ebenfalls seit 1983 geschützt.
- Casa de los Moles
- Rathaus
- Die steinerne Brücke (Puente de Piedra) mit dem Tor San Roque (Sant Roc).
- Zwei Einsiedeleien in der Umgebung

## Persönlichkeiten
- Die Opernsängerin Elvira de Hidalgo (1888–1980), hier geboren.